# Alexei Sultanow
Alexei Sultanow (russisch Алексей Файзуллаевич Султанов; * 7. August 1969 in Taschkent; † 30. Juni 2005 in Fort Worth, Texas) war ein in der Usbekischen Sozialistischen Sowjetrepublik geborener Pianist, der später die US-amerikanische Staatsbürgerschaft annahm.

## Leben
Sultanows Eltern Faisal Sultanow und Natalia Pogorelowa waren beide Musiklehrer, der Vater Cellist, die Mutter Geigerin. Ersten Klavierunterricht erhielt Sultanow von Tamara Popowitsch in Taschkent. Bald darauf erhielt er außerdem regelmäßig Unterricht am Tschaikowski-Konservatorium in Moskau.
1986 wurde er an die Moskauer Zentrale Musikschule aufgenommen, wo er bei Lew Naumow studierte, bei dem er auch seine Studien am Moskauer Konservatorium beendete. Seine erste Teilnahme am Tschaikowski-Wettbewerb 1986 endete mit einem gebrochenen Finger, den er sich an einem Übungsklavier durch einen herabfallenden Deckel zugezogen hatte. 1989 nahm er am Van Cliburn Wettbewerb teil, den er gewann. Er wurde daraufhin in diverse TV-Shows eingeladen wie The Today Show, The Tonight Show und Late Night with David Letterman, außerdem spielte er mit Vladimir Horowitz in dessen New Yorker Apartment und begann eine Konzerttournee mit 200 Konzerten, die bis 1993 dauerte. Er erhielt einen Plattenvertrag bei Teldec. Beim Chopin-Wettbewerb 1995 in Warschau musste er sich den zweiten Platz teilen, wurde aber dennoch als Sieger angesehen, da kein Großer Preis vergeben wurde. 1996 erlitt er einen leichten Schlaganfall. 1998 nahm er erneut am Tschaikowski-Wettbewerb teil, schied aber bereits in der zweiten Runde aus, nachdem besonders hohe Wertungen einiger Juroren durch besonders niedrige anderer Juroren neutralisiert wurden.
2001 stürzte er mit dem Kopf gegen ein Waschbecken und erlitt dabei eine Gehirnblutung. Danach war er gesundheitlich stark eingeschränkt und konnte nach längerer Genesung nur noch rechtshändig Klavier spielen. 2004 erhielt er die US-amerikanische Staatsbürgerschaft. Er starb 2005.
Er war seit 1991 verheiratet mit der lettischen Cellistin Dace Abele. Einer Anekdote nach hatte er sie kennengelernt, als sie 1986 versuchten, sich über das Dach des Nachbarhauses Einlass zu einem Horowitz-Konzert im Moskauer Konservatorium zu verschaffen.